# Honnan tudod?
A Honnan tudod? (eredeti cím: How Do You Know) 2010-ben bemutatott amerikai romantikus filmvígjáték, melynek forgatókönyvírója, rendezője és producere James L. Brooks. A főszerepben Reese Witherspoon, Owen Wilson, Paul Rudd és Jack Nicholson (eddigi utolsó filmszerepében) látható. Ez volt a harmadik film, amelyben Witherspoon és Rudd közösen szerepelt a Óvszer módszer és a Szörnyek az űrlények ellen után.
A filmet Philadelphiában és Washington D.C.-ben forgatták. 2010. december 17-én került a mozikba, Magyarországon 2011. február 24-én mutatta be az InterCom Zrt..
Pénzügyi szempontból sikertelenül teljesített: a 120 millió dolláros költségvetése túl magas volt, és csak 49 millió dolláros bevételt hozott. Általánosságban negatív kritikákat kapott.

## Cselekmény
Lisa Jorgensen a női softball válogatott lelke, aki pozitívan és motiválóan áll az élethez. Edzője nem akarja, hogy a közelgő olimpián játsszon, mert a teljesítménye szerinte nem elég. A kollégái, különösen a társedző Sally, nagyon feldúltak és aggódnak érte, de Lisa igyekszik, hogy ne hagyja magát ilyen könnyen megingatni. Még a felajánlott pszichoterápiát is visszautasítja.
Még aznap vakrandira megy George-dzsal, amit barátnője, Riva már egy ideje előkészített. George megnyílik Lisának, hogy rövid ideje komoly gondok vannak az életében - Lisa azonban megtiltja neki, hogy komoly dolgokról beszéljen, mert nem akar aznap semmi kellemetlenről hallani. George, aki egy vállalat vezetője, börtönbüntetésre számíthat állítólagos részvénycsalás miatt. Az apja emiatt felfüggesztette az állásából. George nem tudja a folyamatban lévő vizsgálat pontos okát, mivel minden alkalmazottat teljes egészében eltiltottak a szóbeszédtől. A szokatlan vacsora azonban az egyetlen pozitív élményként emelkedik ki jelenlegi életválságából, mivel Lisa valóban elterelte a figyelmét egy rövid időre.
Lisa elfogadja a baseballsztár Matty Reynolds ajánlatát, hogy költözzön hozzá. Matty egy megrögzött playboy, aki a monogámia szabályait több mint nagyvonalúan értelmezi. Lisa egyszerű és pragmatikus természete miatt azonban vonzódik hozzá, és ki akarja próbálni a tartós kapcsolatot. Ezért még arra is hajlandó, hogy kiürítsen neki néhány fiókot a luxuslakásában.
Mivel George apja is Matty házában lakik, George és Lisa újra összefut. Ezúttal a találkozó  nyugodtabb, és baráti kapcsolat alakul ki kettejük között. Amikor Matty régi szokásai jönnek elő, és rámutat Lisának bizonyos szabályokra és korlátozásokra az otthonával kapcsolatban, a lány komótosan összecsomagol, és George-nál keres ideiglenes menedéket.
Míg Lisa azon gondolkodik, hogy adjon-e második esélyt megbántott barátjának, George már biztos benne, hogy ő az a nő, akivel le akarja élni élete hátralévő részét.
Apja beismeri, miszerint ő volt a felelős az illegális ügyletekért. Ez George-ot döntésre kényszeríti. Vállalja-e a börtönbüntetést az apja helyett, aki már büntetett előéletű, vagy inkább a saját jövőjét tervezze? George úgy dönt, hogy ezt a választ Lisától teszi függővé, és felkeresi őt a születésnapi partiján, hogy elmondja neki az érzéseit. Rövid gondolkodási idő után, amely alatt a lány ingadozik a Matty és George iránti érzelmei között, végül George mellé áll, és hazamegy vele.

## Szereplők
| Színész                  | Szerep                                         | Magyar hang        |
| ------------------------ | ---------------------------------------------- | ------------------ |
| Reese Witherspoon        | Lisa Jorgenson                                 | Kisfalvi Krisztina |
| Karsen és Kendel Skinner | - Lisa fiatalon - (stáblistán nem szerepelnek) |                    |
| Owen Wilson              | Matty Reynolds                                 | Széles László      |
| Paul Rudd                | George Madison                                 | Széles Tamás       |
| Jack Nicholson           | Charles Madison                                | Reviczky Gábor     |
| Dean Norris              | Tom                                            | Törköly Levente    |
| Kathryn Hahn             | Annie                                          | Pálfi Kata         |
| John Tormey              | ajtónálló                                      | Forgács Gábor      |
| Yuki Matsuzaki           | Tori                                           |                    |
| Andrew Wilson            | Matty csapattársa                              |                    |
| Shelley Conn             | Terry                                          |                    |
| Tony Shalhoub            | pszichiáter                                    | Kardos Róbert      |
| Ron McLarty              | George ügyvédje                                | Orosz István       |
| Lenny Venito             | Al                                             | Fesztbaum Béla     |
| Mark Linn-Baker          | Ron                                            | Hannus Zoltán      |
| Molly Price              | Sally edző                                     | Söptei Andrea      |

## Bevételi adatok
A Honnan tudod? 7,6 millió dollárral nyitott az Amerikai Egyesült Államokban és Kanadában, ezzel az első hétvégéjén a nyolcadik helyen végzett a kasszasikerlistán. A film a harmadik hétvégére lejjebb csúszott a listán. A nyitónapon, 2010. december 17-én az 5. helyen debütált a Tron: Örökség, Maci Laci, A harcos és a Narnia Krónikái: A Hajnalvándor útja mögött. December 22-én már a 11. helyen állt a jegypénztáraknál. A film összesen 48,7 millió dollárt hozott világszerte. 2014-ben a Los Angeles Times a filmet a legnagyobb költségvetésű, de pénzügyileg megbukott filmek listájára tette.

## Fordítás
- Ez a szócikk részben vagy egészben  a   How Do You Know című angol Wikipédia-szócikk fordításán alapul.  Az eredeti cikk szerkesztőit annak laptörténete sorolja fel. Ez a jelzés csupán a megfogalmazás eredetét és a szerzői jogokat jelzi, nem szolgál a cikkben szereplő információk forrásmegjelöléseként.
- Ez a szócikk részben vagy egészben  a   Woher weißt du, dass es Liebe ist című német Wikipédia-szócikk fordításán alapul.  Az eredeti cikk szerkesztőit annak laptörténete sorolja fel. Ez a jelzés csupán a megfogalmazás eredetét és a szerzői jogokat jelzi, nem szolgál a cikkben szereplő információk forrásmegjelöléseként.